# 施虐人格障礙
施虐人格障礙（sadistic personality disorder），又譯施虐型人格，指的是一種喜歡攻擊他人的人格障礙，有這種性格的人會經常會與受虐型人格的人長期生活在一起，作為一種舒壓方式，兩者很難分離。

## 病徵
青年、成年初期，會作出霸道蠻橫或殘忍的舉動，並符合以下數項的情形。

### 一型：
1. 為了感受在人之上的優越，因此拳打腳踢，訴諸暴力。（但並非只為去感受，如搶奪，是為了搶，所以才打。）
2. 當場羞辱人，包括髒話、語言暴力。
3. 試著用盡各種方法將人玩弄於股掌之間，當作發洩的對象(有時候會說：忍一下是會死喔)，並以此為樂。
4. 對在自己掌控之下的人（如：小孩、學生、囚犯、病人），嚴苛對待。
5. 給對方心理或身體上的痛苦，以此為樂。（包含動物）
6. 用說謊、否定對方來造成對方身心痛苦。
7. 威嚇對方叫對方做事或限制對方無法做事。
8. 有條件的拘束親暱者。（如：限制配偶無伴則不許離家、不准少女獨自參與人際交往。）
9. 對血腥、暴力傷害、武器、格鬥、拷問有著濃厚興趣。

### 二型：
暴力並非一型只針對特定人物（如配偶、獨生子），也不是單純的性興奮，則屬二型。

以上為精神疾病診斷與統計手冊第三版修訂（DSM-III-R）的診斷標準。